# Кеджімкуджік (національний парк)
Національний парк «Кеджімкуджік» (англ. Kejimkujik National Park, фр. Parc national de Kejimkujik) — заснований у 1968 національний парк Канади на півострові Нова Шотландія.
Парк (площею 404 км²) складається із двох окремих частин — «Національний парк Кеджімкуджік» і «Національний парк Кеджімкуджік-Приморський» (англ. Seaside Adjunct Kejimkujik National Park). Більша частина парку розташована за 160 км від міста Галіфакс на шосе № 103; менша — над Атлантичним океаном.
У перекладі з тубільної мови слово «кеджімкуджік» означає «болючий м'яз».
Ліс у парку в основному — це сосна веймутова, тсуґа канадська і клен японський.
У парку водяться — лосі, голкошерсти, бобри, койоти, куниці, білохвості олені і барибали.
Через парк протікають чотири річки:
- Мерсі (англ. Mersey River)
- Вест «Західна»(англ. West River)
- Літтл «Мала» (англ. Little River)
- Шелберн (англ. Shelburne River)

Найбільше озеро — Кеджімкуджік.

## Клімат
Парк розташовується у зоні, котра характеризується вологим континентальним кліматом з теплим літом. Найтепліший місяць — липень із середньою температурою 18.3 °C (65 °F). Найхолодніший місяць — січень, із середньою температурою -6.4 °С (20.5 °F).
| Клімат парку Кеджімкуджік | Клімат парку Кеджімкуджік | Клімат парку Кеджімкуджік | Клімат парку Кеджімкуджік | Клімат парку Кеджімкуджік | Клімат парку Кеджімкуджік | Клімат парку Кеджімкуджік | Клімат парку Кеджімкуджік | Клімат парку Кеджімкуджік | Клімат парку Кеджімкуджік | Клімат парку Кеджімкуджік | Клімат парку Кеджімкуджік | Клімат парку Кеджімкуджік | Клімат парку Кеджімкуджік |
| Показник                  | Січ.                      | Лют.                      | Бер.                      | Квіт.                     | Трав.                     | Черв.                     | Лип.                      | Серп.                     | Вер.                      | Жовт.                     | Лист.                     | Груд.                     | Рік                       |
| Абсолютний максимум, °C   | 16,5                      | 15,5                      | 22,5                      | 25                        | 33,3                      | 33                        | 34                        | 34,4                      | 31,5                      | 27,5                      | 21                        | 15,6                      | 34,4                      |
| Середній максимум, °C     | −1,4                      | 0,1                       | 4                         | 10,4                      | 16,9                      | 21,3                      | 24,3                      | 23,9                      | 19,5                      | 13,4                      | 7,6                       | 1,6                       | 11,8                      |
| Середня температура, °C   | −6,4                      | −5,2                      | −1,2                      | 5,1                       | 10,7                      | 15,2                      | 18,4                      | 18                        | 13,5                      | 8,1                       | 3,4                       | −2,6                      | 6,4                       |
| Середній мінімум, °C      | −11,4                     | −10,3                     | −6,3                      | −0,2                      | 4,4                       | 9                         | 12,3                      | 12                        | 7,6                       | 2,7                       | −0,9                      | −6,9                      | 1                         |
| Абсолютний мінімум, °C    | −31                       | −34                       | −27                       | −15,6                     | −7,8                      | −2                        | 0                         | −1                        | −5                        | −8,9                      | −17                       | −29                       | −34                       |
| Норма опадів, мм          | 136.3                     | 102.4                     | 124.5                     | 123.9                     | 99.3                      | 101.5                     | 97.5                      | 89.9                      | 83.4                      | 96.9                      | 152.3                     | 140.1                     | 1347.9                    |
| Днів з опадами            | 15,6                      | 12,3                      | 13,3                      | 12,1                      | 12,6                      | 11,5                      | 10,5                      | 9,9                       | 9,7                       | 12,5                      | 13,9                      | 15,5                      | 149,4                     |
| Днів з дощем              | 5,9                       | 5,4                       | 8,2                       | 11,2                      | 13,4                      | 12,7                      | 10,5                      | 10,4                      | 10,1                      | 12,7                      | 13,1                      | 7,7                       | 121,2                     |
| Днів зі снігом            | 10,6                      | 8,4                       | 5,8                       | 2,1                       | 0,1                       | 0                         | 0                         | 0                         | 0                         | 0,1                       | 2                         | 8,3                       | 37,4                      |
| ------------------------- | ------------------------- | ------------------------- | ------------------------- | ------------------------- | ------------------------- | ------------------------- | ------------------------- | ------------------------- | ------------------------- | ------------------------- | ------------------------- | ------------------------- | ------------------------- |
| Джерело: Weatherbase      |                           |                           |                           |                           |                           |                           |                           |                           |                           |                           |                           |                           |                           |